# Центральна районна поліклініка Дарницького району
Центральна районна поліклініка Дарницького району міста Києва
Головна установа охорони здоров'я в Дарницького районі. Надає кваліфіковану медичну допомогу жителям району та невідкладну допомогу. 
Реєстратура 560-92-63, Невідкладна медична допомога 563-62-12.

## Відділення
Хірургічне, терапевтичне, неврологічне, травматологічне, інфекційне, реанімаційне, денний стаціонар.